# 겐로쿠
겐로쿠(元禄(元祿), げんろく)는 일본의 연호(元号) 중 하나이다.
- 전후 : 조쿄(貞享) 이후 - 호에이(宝永) 이전.
- 시기 : 1688년 ~ 1704년
- 천황 : 히가시야마 천황
- 쇼군 : 에도 막부의 도쿠가와 쓰나요시

## 개원(改元)
- 조쿄 5년 9월 30일(1688년 10월 23일), 히가시야마 천황의 치세가 시작됨에 따라 개원.
- 겐로쿠 17년 3월 13일(1704년 4월 16일), 호에이로 개원된다.

## 출전
『문선』의 「建立元勲、以歴顕禄、福之上也」.

## 겐로쿠 시기에 일어난 일
- 원년
  - 1월 : 이하라 사이카쿠가 『닛폰에이타이구라』를 간행하다.
  - 11월 : 야나기사와 요시야스가 소바요닌(側用人)에 취임하다.
  - 오사카 도지마(大阪堂島)가 개발되다.
- 2년
  - 4월 : 나가사키에 도진야시키(唐人屋敷, 나가사키의 중국인 거주지구)가 생기다.
  - 11월 : 시부카와 하루미가 전망대를 건조하다.
- 3년
  - 8월 : 네덜란드 상관에 독일인 의사・엥겔베르트 캠프퍼가 내일(来日)하다.
  - 10월 : 자녀유기(양육포기) 금지령이 반포되다.
- 5년
  - 에도에서의 사원 건립을 금지하다.
- 6년
  - 12월 : 아라이 하쿠세키가 고후 번주・도쿠가와 이에노부의 지코(侍講, 높은 분에게 학문을 강의하는 사람)가 되다.
- 8년
  - 2월 : 간토 지방의 덴료(天領, 에도 막부의 직할령)에 대한 겐치(検地, 농지 면적과 수확량 조사)를 실시하다.
  - 8월 : 겐로쿠 가헤이(元禄貨幣)의 주조가 시작되다.
  - 11월 : 에도의 들개들을 나카노에 만든 개집에 수용하다.
- 9년
  - 안용복 사건
- 13년
  - 8월 : 닛코 부교(日光奉行)를 설치하다.
  - 11월 : 금전 은전의 교환 비율을 정하다.
- 14년
  - 2월 : 에도 성내의 마쓰노오로카에서 아코번주・아사노 나가노리가 고케 기모이리・기라 요시히사를 습격하다.
- 15년
  - 12월 : 겐로쿠아코 사건 발생. (주신구라)
- 16년
  - 3월 : 오이시 요시오 등이 할복하다.
  - 5월 : 지카마쓰 몬자에몬의 『소네자키 신주』가 초연되다.
  - 11월 23일 : 겐로쿠 대지진.

## 서력과의 대조표
| 겐로쿠 | 원년   | 2년    | 3년    | 4년    | 5년    | 6년    | 7년    | 8년    | 9년    | 10년   | 11년   | 12년   | 13년   | 14년   | 15년   | 16년   | 17년   |
| ------ | ------ | ------ | ------ | ------ | ------ | ------ | ------ | ------ | ------ | ------ | ------ | ------ | ------ | ------ | ------ | ------ | ------ |
| 서력   | 1688년 | 1689년 | 1690년 | 1691년 | 1692년 | 1693년 | 1694년 | 1695년 | 1696년 | 1697년 | 1698년 | 1699년 | 1700년 | 1701년 | 1702년 | 1703년 | 1704년 |
| 간지   | 무진   | 기사   | 경오   | 신미   | 임신   | 계유   | 갑술   | 을해   | 병자   | 정축   | 무인   | 기묘   | 경진   | 신사   | 임오   | 계미   | 갑신   |

## 같이 보기
- 일본의 연호 일람

| 이전 조쿄 | 일본의 연호 1688년 ~ 1704년 | 다음 호에이 |